# Svad'ba s pridanym
Svad'ba s pridanym (Свадьба с приданым) è un film del 1953 diretto da Tat'jana Nikolaevna Lukaševič e Boris Ravenskich.